# Relación entre educación y VIH/sida
La educación es reconocida como un determinante social de la salud. También ha sido identificada como una vacuna social contra el contagio del VIH. La investigación sugiere una relación lineal negativa entre el nivel educativo (años de educación) y la tasa de infección por VIH, especialmente en mujeres y niñas.
La Unesco tiene como objetivo garantizar que todas las personas, dentro y fuera de la educación formal, tengan acceso a educación integral sobre el VIH/sida. La Unesco es fundadora y copatrocinadora de ONUSIDA y, junto con agencias asociadas, publicó la Orientación técnica internacional sobre educación en sexualidad en 2018. Este informe proporciona pautas basadas en la evidencia para desarrollar e implementar un plan de estudios integral de educación sexual para los jóvenes.

## Disponibilidad de información
La educación es un factor importante para mejorar la salud de la población al desarrollar la capacidad de procesar y comprender los riesgos relacionados con la pandemia del VIH/sida. La falta de información impide que las personas analicen sus elecciones de comportamiento al enmascarar los posibles riesgos para la salud.
La información inadecuada se convierte en un factor de riesgo para la propagación de ets. La idea errónea del VIH/sida como una enfermedad homosexual ha llevado a los heterosexuales que participan en conductas sexuales arriesgadas a no considerar el riesgo de infección.
En un estudio publicado de 2011, con base en una encuesta realizada en 2008 por el foro de educación sexual, 1 de cada 4 estudiantes ingleses afirmó que no había aprendido nada sobre el VIH/sida en la escuela, a pesar de que aprender sobre las enfermedades de transmisión sexual es obligatorio para los estudiantes de secundaria en Inglaterra y Gales.

## Crítica
Los estudios sobre la eficacia de los programas de educación sobre el VIH a menudo se basan en información autoinformada sobre el conocimiento y el comportamiento, lo que conduce a un posible sesgo de deseabilidad social si los sujetos informan lo que creen que el entrevistador quiere pensar. Alentar a los estudiantes kenianos a escribir ensayos sobre la forma de protegerse contra el VIH/sida condujo a un mayor uso de condones sin un aumento en la actividad sexual informada por ellos mismos. No hay evidencia para determinar si un aumento en el uso de condones por parte de los estudiantes corresponde a una reducción real del VIH/sida.
Las primeras investigaciones en África subsahariana identificaron la educación formal como un factor de riesgo, y las personas más educadas con más probabilidades de infectarse. A mediados de la década de 1990, la educación comenzó a pasar del factor de riesgo a vacuna social.
Algunos estudios han encontrado que el nivel educativo disminuye la vulnerabilidad de niñas y mujeres al VIH/sida, pero no afecta o empeora el riesgo de niños y hombres.